# Парауапебас (мікрорегіон)

Парауапебас на карті

Парауапебас (порт. Microrregião de Parauapebas) — мікрорегіон в Бразилії, входить в штат Пара. Складова частина мезорегіону Південний схід штату Пара. Населення становить 255 755 чоловік (на 2010 рік). Площа — 22 472,364 км². Густота населення — 11,38 чол./км².

## Склад мікрорегіону
До складу мікрорегіону включені наступні муніципалітети:
1. Канаан-дус-Каражас
2. Куріунополіс
3. Елдораду-дус-Каражас
4. Парауапебас
5. Агуа-Азул-ду-Норті

| Бразилія | Це незавершена стаття з географії Бразилії. Ви можете допомогти проєкту, виправивши або дописавши її. |